# Ostdeutschland
Ostdeutschland bezeichnet den Osten Deutschlands. Der Begriff hat mehrere geographische, politische und soziokulturelle Bedeutungen, die nicht deckungsgleich sind. Bis zum Ende des Zweiten Weltkrieges wurden als Ostdeutschland gemeinhin die östlich der Elbe gelegenen Teile Deutschlands bezeichnet (Ostelbien). Einschränkend waren damit auch nur die östlich von Oder und Neiße gelegenen preußischen Gebiete Ostpreußen, Hinterpommern, Westpreußen, Schlesien und die Provinz Posen gemeint. Nach 1945 hatte der Ausdruck eine doppelte Bedeutung, da nun auch das Gebiet der Sowjetischen Besatzungszone und ab 1949 die Deutsche Demokratische Republik so genannt wurden, während die alte Bedeutung in der Bundesrepublik Deutschland weiterhin im Gebrauch blieb. Das Staatsgebiet der DDR wurde als Mitteldeutschland bezeichnet. Die Unterscheidung von Ost- und Mitteldeutschland spielte nicht zuletzt im Diskurs der Vertriebenenverbände und der ihnen angeschlossenen Kultureinrichtungen eine Rolle. Ostdeutschland seit 1990 wird im politischen und wirtschaftlichen Sinn als Synonym für die Neuen Länder nach der deutschen Wiedervereinigung gebraucht.

## Begriffs- und Territorialgeschichte bis 1945

Gebietsveränderungen des Deutschen Reiches von 1871 über 1919 und 1945 bis zur endgültigen Festlegung der Grenzen Deutschlands 1990 prägten auch den Begriff „Ostdeutschland“.

Bis 1919 wurde unter Ostdeutschland die Region östlich der Elbe, gelegentlich auch der Oder, verstanden. Diese zur historischen Germania Slavica zählenden Gebiete standen im Norden vornehmlich unter preußischem Einfluss. Ostpreußen, Pommern und die Neumark waren protestantisch und konservativ geprägt. Schlesien, Westpreußen und das Ermland waren weit überwiegend katholisch, die Grenzmark Posen-Westpreußen gemischt.
Territorial deckte sich der Obersächsische Reichskreis des Heiligen Römischen Reiches zu wesentlichen Teilen mit dem heutigen ostdeutschen Gebietskomplex.
Die heute als Ostdeutschland firmierenden fünf neuen Bundesländer setzen traditionsbezogen auf die vormaligen auf ihrem heutigen Territorium gebildeten historischen Staatsgebilde auf. Die historischen Vorläufer der heutigen neuen Bundesländer hatten sich seit dem Mittelalter als Gliedstaaten des Heiligen Römischen Reiches gebildet.
Dies waren das Kurfürstentum Brandenburg, heute entsprechend das Land Brandenburg, das Kurfürstentum Sachsen, heute entsprechend der Freistaat Sachsen, die ernestinischen Herzogtümer, heute entsprechend der Freistaat Thüringen, Mecklenburg-Strelitz und das Herzogtum Mecklenburg, die Kernbestandteil des Landes Mecklenburg-Vorpommern sind und die anhaltinischen Fürstentümer, die bedeutender Traditionsstifter des heutigen Bundeslandes Sachsen-Anhalt sind.
Zwei der Staaten, Brandenburg und Sachsen, hatten die Kurwürde inne und verfügten damit über eine starke politische Position im Reich. Das Gebiet des heutigen Ostdeutschlands war im Mittelalter und in der Frühen Neuzeit tendenziell geringer bevölkert als die Gebiete des Altreichs entlang des Rheins. Ein nachgeholter langanhaltender Wachstumsprozess vom 16. bis zum 18. Jahrhundert führte zu einer allmählichen Angleichung der Verhältnisse zum westlichen Reichsteil. Zunächst hatte das Kurfürstentum Sachsen als Staat mit einer prosperierenden gewerblichen Wirtschaft und ausgeprägtem Handel die politische Führung im Obersächsischen Reichskreis inne. Diese Rolle ging um 1700 auf Brandenburg über, das im 17. Jahrhundert weiter nach Osten und Westen expandiert hatte und als Militärstaat im 18. Jahrhundert zur europäischen Großmacht aufstieg. In dem Zuge wechselte das politische Zentrum der deutschen Staaten ausgehend vom Rhein und Süddeutschland im 19. Jahrhundert nach Ostdeutschland, der letztlichen Reichshauptstadt Berlin.

## Siedlungs- und Kulturgeschichte

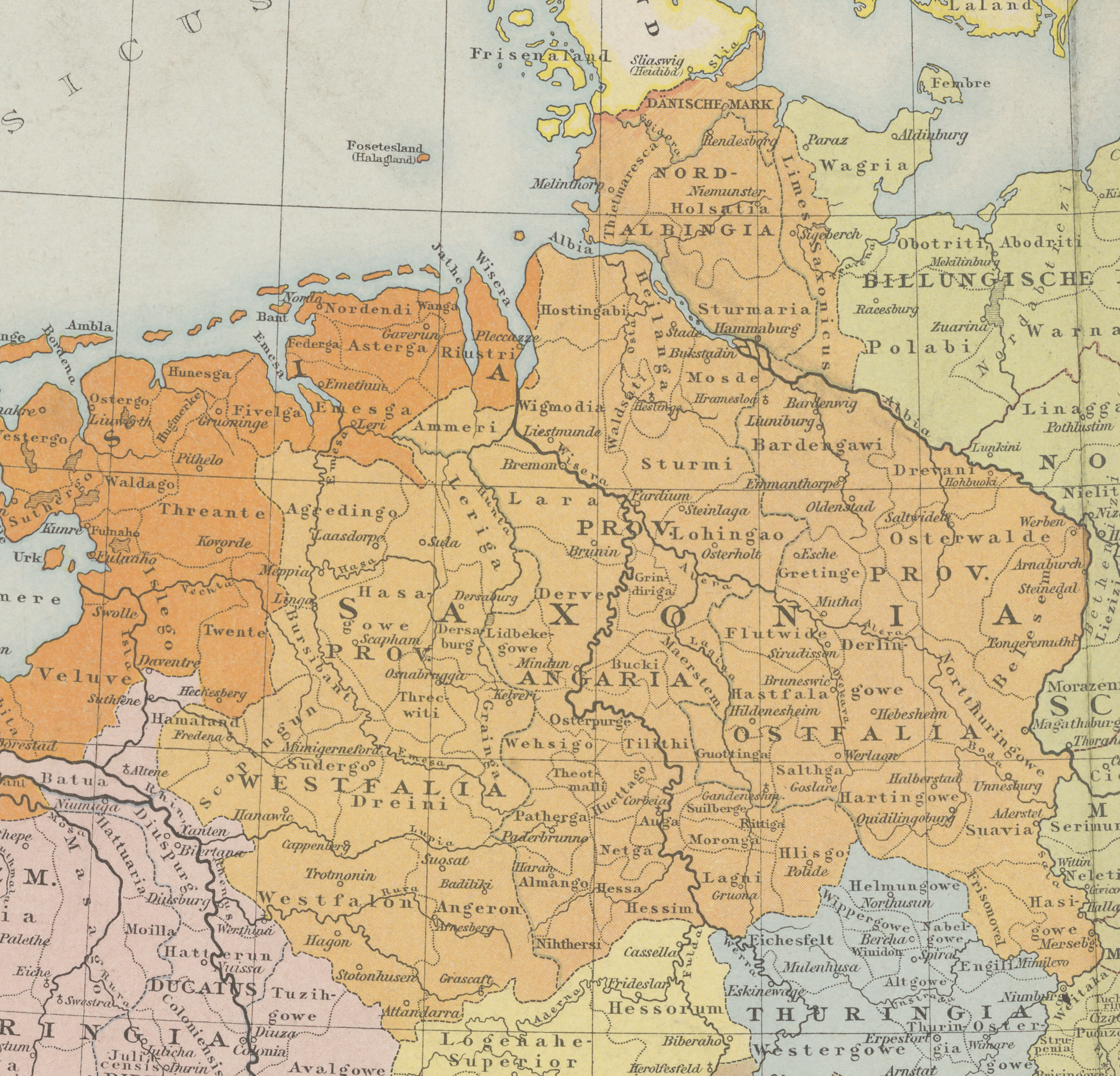
Die Ostgrenze des „altsächsischen“ Gebiets (orange) verlief um das Jahr 1000 in Nord-Süd-Richtung durch das heutige „Ostdeutschland“.

Siedlungsgeschichtlich setzte im Hochmittelalter eine starke Ostsiedlung vom Rhein her kommend bis östlich der Elbe ein, in der die ansässige elbslawische Bevölkerung mit der Kultur der flämisch-niederländisch-deutschen Siedler verschmolz. Kulturhistorisch bildeten sich in der Zeit des Hochmittelalters in Ostdeutschland die naturräumlichen historischen Landschaften. Dazu gehören zum Beispiel die Altmark, die Mittelmark, die Uckermark, die Prignitz, die Lausitz, der Fläming, das Vogtland und weitere. Die ersten Metropolen dieses Raumes bildeten im Mittelalter und in der Frühen Neuzeit Magdeburg als Reformationszentrum, Leipzig als internationales Drehkreuz zwischen Via Imperii und Via Regia, Brandenburg an der Havel als frühe Hauptstadt der Mark, Frankfurt (Oder), Rostock und Erfurt. Die heutige Abgrenzung Ostdeutschlands kann jedoch nicht problemlos auf das Mittelalter übertragen werden, da die Gebiete westlich der Elbe damals bereits zum germanischen Stammesherzogtum Sachsen und die westlich der Saale zum germanischen Thüringen gehörten. Bei Aussagen über die Geschichte Ostdeutschlands ist daher die Linie Elbe-Saale zu berücksichtigen. Die slawischen Stämme westlich dieser Grenze wurden wesentlich früher von Germanen assimiliert oder verdrängt als jene östlich der beiden Flüsse.
Der heute Ostdeutschland genannte Raum fungierte seit dem Mittelalter vor allem über die beiden europäischen Handelsrouten Via Regia und Via Imperi als zentrale Schnittstelle zu Land beim Austausch von Gütern, Wissen und Personen zwischen allen vier Richtungen Europas und darüber hinaus.
| Stadt     | 1930      | 2017      |
| --------- | --------- | --------- |
| Berlin    | 4.332.834 | 3.613.495 |
| Leipzig   | 718.200   | 581.980   |
| Dresden   | 649.252   | 551.072   |
| Chemnitz  | 361.200   | 246.855   |
| Halle     | 203.829   | 239.173   |
| Magdeburg | 307.935   | 238.478   |
| Erfurt    | 141.735   | 212.988   |
| Rostock   | 83.700    | 208.409   |
| Potsdam   | 72.600    | 175.702   |
| Jena      | 58.959    | 111.099   |
| Cottbus   | 52.081    | 101.036   |

Geistesgeschichtlich ging von diesem Gebiet die Reformation aus und verbreitete sich von dort nach Europa. Die wichtigsten geistigen Zentralen Ostdeutschlands, die zugleich eine starke internationale Geltung aufweisen, waren Wittenberg zur Zeit der Reformation, Weimar in der Zeit der Klassik, Halle als ein Zentrum des Pietismus im frühen 18. Jahrhundert, Chemnitz als Ausgangspunkt der deutschen Industrialisierung, Leipzig und Berlin zu Beginn der Sozialen Frage und der Bildung der organisierten deutschen Arbeiterbewegung im 19. Jahrhundert, kurzzeitig auch Dessau mit dem Bauhaus. Das heutige Mecklenburg-Vorpommern wird aufgrund der DDR-Zugehörigkeit des Gebiets zwar als Ostdeutschland bezeichnet, besitzt aber geschichtlich mehr Kohärenz mit anderen norddeutschen Gebieten als mit denen des südlichen ehemaligen Mitteldeutschlands.
Kulturhistorisch auffällig ist die gehäufte Entstehung vieler künstlicher Gartenlandschaften (z. B. Dessau-Wörlitzer Gartenreich) seit der Frühen Neuzeit. Dies setzt sich bis heute fort (z. B. Lausitzer Seenland).
Im Zeitvergleich der Entwicklung der Metropolen Ostdeutschlands im 20. und 21. Jahrhundert ergibt sich ein durchmischtes, negatives Gesamtbild. Vier der fünf größten ostdeutschen Städte haben im Zeitraum von 90 Jahren Bevölkerung verloren. Die Metropolregion Mitteldeutschland hat in der zeitgeschichtlichen Bedeutung, ausgehend von einem vorderen internationalen Platz genau wie Berlin, erheblich an Wirtschaftskraft, Ausstrahlung, Geltung und Bevölkerung verloren. Seit 1990 setzt allerdings ein langsamer Revitalisierungsprozess ein, wobei die vorherige relative Stellung innerhalb Deutschlands nicht erreicht wird. Die Metropolregion Mitteldeutschland bildete in den 1920er und 1930er Jahren neben der Agglomeration Berlin den zweiten international bedeutenden Bevölkerungskomplex Ostdeutschlands. Bevölkerungs- und wirtschaftsgeschichtlich bedeutsam war auch das sogenannte Sachsendreieck, eine besonders dicht besiedelte Region in Form eines Triangels zwischen Chemnitz, Leipzig und Dresden. Die Gesamtbevölkerung Ostdeutschlands ging von 18,388 Millionen im Jahr 1950, einschließlich Ostberlins, auf 15,120 Millionen im Jahr 2000 einschließlich des hochgerechneten Anteils entsprechend vom ehemaligen Ostberlin zurück. Der Bevölkerungsrückgang betrug damit 3,268 Millionen Menschen oder 17,8 Prozent. 2010 betrug die Gesamtbevölkerung Ostdeutschlands auf Basis des Gebietsstands von 1950 nur noch 14,214 Millionen Menschen, ein weiterer Rückgang um 906.000 Menschen in 10 Jahren. Der Anteil der Bevölkerung Ostdeutschlands an der Gesamtdeutschen Bevölkerung ging im Zeitraum von 1950 bis 2010 von 26,5 Prozent auf 17,3 Prozent zurück. Die Ursachen für den anhaltenden Schrumpfungsprozess bis 2010 sind vielfältig, liegen aber vor allem in den Transformationsprozessen nach 1990 begründet sowie im gesellschaftlichen Wandel, der mit einer schrumpfenden Geburtenrate einherging. Die anhaltende Abwanderung nach 1990 verstärkte die Rückgänge erheblich. Betroffen vom Bevölkerungsrückgang sind vor allem ländliche Regionen, die unter Überalterung und Wohnungsleerständen leiden. Die städtischen Zentren haben eine deutlich jüngere Bevölkerung im Gesamtschnitt aufzuweisen.
Ethnisch handelte es sich bei Ostdeutschland um einen Durchgangsraum, dessen Bevölkerung viele verschiedene Einflüsse absorbierte. Als ältester Einfluss ist das Erbe der Elbslawen anzusehen, deren genetisches Erbe in der deutschen Bevölkerung weiterexistiert, zum kleineren Teil hat es sich in heute vorrangig slawische Staaten verlagert. Im Zuge der Verstärkung der Einflüsse der geistesgeschichtlichen Strömung des Nationalismus seit dem 19. Jahrhundert nahm der offene Charakter des Kulturraums deutlich ab, ohne dass dadurch der Zuzug Auswärtiger, zum Beispiel von Polen, stoppte, da allgemein die Mobilitätsrate der Menschen im Ablauf der Jahrhunderte zunahm. Durch eine im Vergleich zur Bundesrepublik Deutschland regelrechte gesellschaftliche Isolation zwischen 1945 und 1990 kam erst ab 1990 eine nachgeholte Migrationsbewegung zustande, insbesondere aus Russland und der Ukraine, als auch zwischen der ehemaligen DDR und den Gebieten der Bundesrepublik vor Oktober 1990. Deutliche Wanderungsverluste für Ostdeutschland wichen einem Wanderungsgewinn, der aber quantitativ weit unter den vorigen Verlusten lag. Graduell sind bestimmte Sozialindikatoren anders ausgeprägt als in den altbundesdeutschen Gebieten. Dies erklärt sich aus den Spätfolgen der deutschen Teilung.

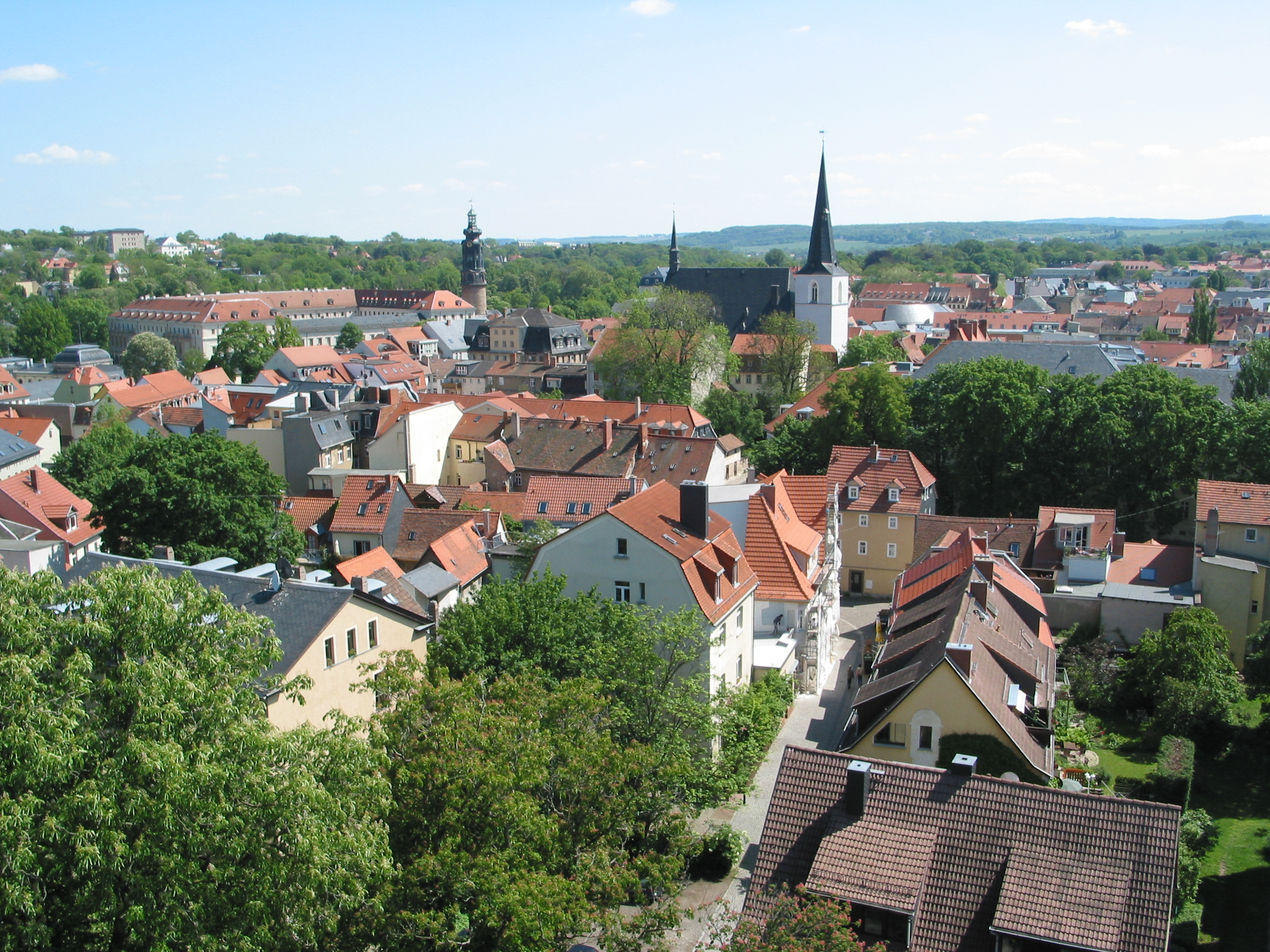
2007 in Weimar: Fast vollständig sanierte Innenstadt

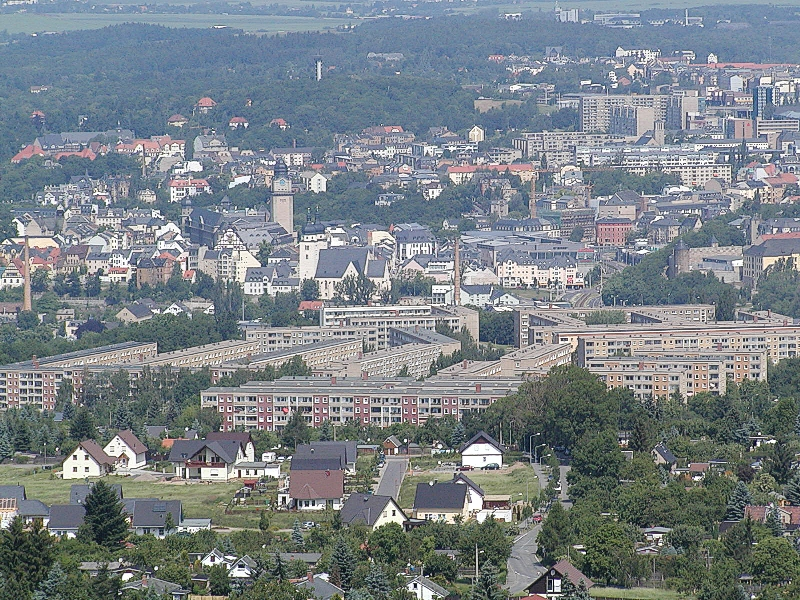
2009 in Plauen: Hoher Bestand an Plattenbauten

Städtebaugeschichtlich sind die Siedlungen Ostdeutschlands vor allem durch die Baustilepochen der Renaissance, des Historismus, des Jugendstils, des Klassizismus, der beginnenden Neuen Sachlichkeit in der Bauarchitektur der 1920er und 1930er Jahre, der sozialistischen Variante des Brutalismus und der formauflösenden postmodernen Architektur seit 1990 geprägt. Die historischen Stadtkerne, um 1990 restaurierungsbedürftig, sind fast überall aufwendig saniert und erhalten worden. Partiell setzte eine Wiederherstellung verlorengegangener Stadtbaukultur nach 1990 in den Stadtzentren ein. Die Wiederherstellung der Dresdner Altstadt oder der Potsdamer Mitte sind bedeutende Beispiele der Entwicklung in der jüngeren Zeitgeschichte seit 1990. Die umfassenden sozialistischen städteplanerischen Einwirkungen der 1960er und 1970er konnten dadurch im Erscheinungsbild dieser Städte gesenkt werden. In Kleinstädten erfolgte tendenziell ein starker, in mittleren und größeren Städten eher ein gemäßigter Rückbau von Plattenbauten.

## Historische Geografie
Die Elbe bildet für Ostdeutschland das Äquivalent zum Rhein für Westdeutschland. Der Fluss durchfließt das Gebiet zentral und vollständig und ist ein hinreichend bedeutender Strom. Im frühen Mittelalter verlief hier die Kulturgrenze zwischen Germanen und Slawen.
Kulturgeografisch existierten in der Frühen Neuzeit bis um 1800 zwei Räume in Ostdeutschland, der dichter besiedelte und gewerblich geprägten südlichen Teil, im Wesentlichen bestehend aus Thüringen, Sachsen und dem südlichen Sachsen-Anhalt, und der nördliche agrarisch geprägte Teil, bestehend aus dem nördlichen Sachsen-Anhalt, Brandenburg und Mecklenburg-Vorpommern. Beide Gebiete wiesen unterschiedliche Agrarverfassungen mit verschiedenen Gutsherrschaftstypen und einem unterschiedlich ausgeprägten Stadtbürgertum auf. Insbesondere die beiden bestimmenden Territorien Ostdeutschlands, Brandenburg, das den nördlichen Teil repräsentierte, und Sachsen, das den südlichen Teil vertrat, waren mentalitätsgeschichtlich verschieden entwickelt. In Sachsen bildete sich eine differenzierte und eher durchlässige Gesellschaftsstruktur, vergleichbar mit Süddeutschland aus, in Brandenburg waren Standesgrenzen und ein absolut agierender Zentralstaat die bestimmenden Charakteristika.
Geografische Siedlungskerne sind und waren die Havelregion mit Zentrum Potsdam-Berlin, die mittlere Elbe, die Saale-Unstrut-Region und die Ostseeküste. Der Bergbau im Erzgebirge spielte vor allem in der Frühen Neuzeit eine bedeutende Rolle. Braunkohlevorkommen in Mitteldeutschland waren bedeutend für die wirtschaftliche Entwicklung in der ersten Hälfte des 20. Jahrhunderts.

## Nachkriegszeit

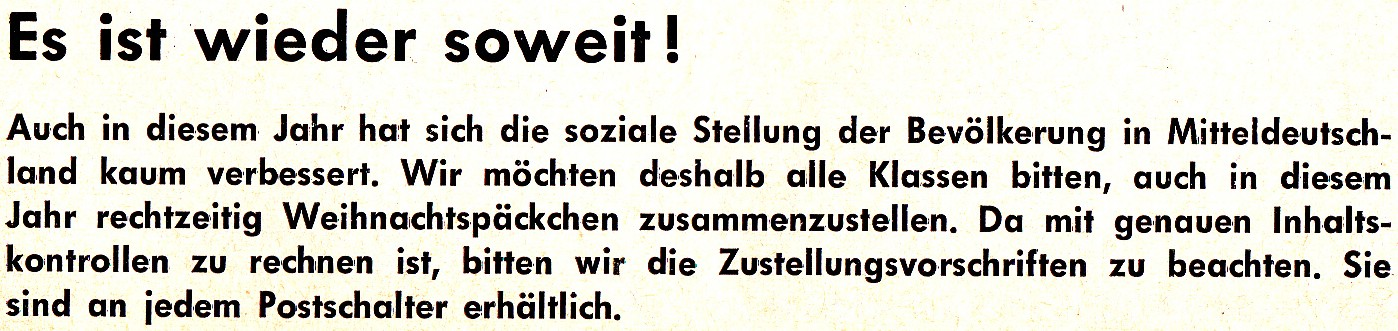
In diesem Text einer Stuttgarter Schülerzeitung des Jahres 1962 steht „Mitteldeutschland“ als Synonym für die DDR.

Nach 1945 und speziell nach der deutschen Teilung 1949 wandelte sich der Sprachgebrauch, und in Westdeutschland wurde offiziell der Begriff „deutsche Ostgebiete“ gebraucht, um auf die Ostgebiete des Deutschen Reiches zu verweisen. Im bundesrepublikanischen Schulunterricht der 1950er- und 1960er-Jahre wurden sie in der Ostkunde vermittelt. Im amtlichen Sprachgebrauch wurde die Anwendung des Begriffs Ostdeutschland auf die Deutsche Demokratische Republik (DDR) vermieden, was auch staats- und völkerrechtliche Gründe hatte. Daneben gab es in der Bundesrepublik die Begriffe Sowjetische Besatzungszone (SBZ) und später auch Mitteldeutschland als Ersatzwörter für den verpönten Begriff „DDR“, häufiger aber Zone, drüben, Sowjetzone, Ostzone, „DDR“ (mit Anführungszeichen) beziehungsweise sogenannte DDR. Erst mit der neuen Ostpolitik und den Verträgen mit Polen zur Oder-Neiße-Grenze wandelte sich auch die Bezeichnung von Ostzone zu DDR und Deutsche Demokratische Republik, in offizieller Verwendung nicht aber zu Ostdeutschland. Von Teilen der westdeutschen Presse jedoch wurde bereits in den ersten Jahren des Bestehens der Bundesrepublik der Begriff Ostdeutschland als Synonym für das Tabuwort „DDR“ benutzt.

## Nach der Wiedervereinigung
Seit dem Beitritt der DDR zur Bundesrepublik Deutschland im Oktober 1990 wird das ehemalige Staatsgebiet der DDR als ehemalige DDR (Ex-DDR), rechtlich als Beitrittsgebiet oder als Neue Länder (gilt nicht für Ost-Berlin) bezeichnet. Im Februar 2004 behaupteten die Schlesischen Nachrichten, die Bezeichnung „Ostdeutschland“ für die Ostgebiete des Deutschen Reiches sei aufgrund eines „Sprachgebots der Bundesregierung“ „tot“. Die Verwendung des Begriffs „Ostdeutschland“ für die ehemals östlich von Mitteldeutschland gelegenen Gebiete war allerdings schon zwischen 1990 und dem Amtsantritt Gerhard Schröders 1998 im allgemeinen Sprachgebrauch äußerst selten.
Der Begriff Ostdeutschland für die neuen Länder wird in der Tagesschau und in Statistiken der Wirtschaft verwendet. Auf der Basis der gemeinsamen Geschichte, Sprache und Kultur wird Mecklenburg-Vorpommern häufig als „Nordostdeutschland“ oder als Teil „Norddeutschlands“ bezeichnet und weniger häufig werden Thüringen mit Teilen von Sachsen-Anhalt, Sachsen und/oder Hessen als „Mitteldeutschland“ bezeichnet. Diese Begriffe korrelieren grob mit der räumlichen Verteilung niederdeutscher und mitteldeutscher Dialekte.
Die Bezeichnung „neue Länder“ oder „neue Bundesländer“ für das Gebiet der ehemaligen DDR werden seit den 2020er Jahren immer seltener gebraucht. Das Amt des Beauftragten der Bundesregierung für die Angelegenheiten der Neuen Länder wurde 2021 in Beauftragter der Bundesregierung für Ostdeutschland umbenannt.

## Ostdeutsches Platten- und Heideland

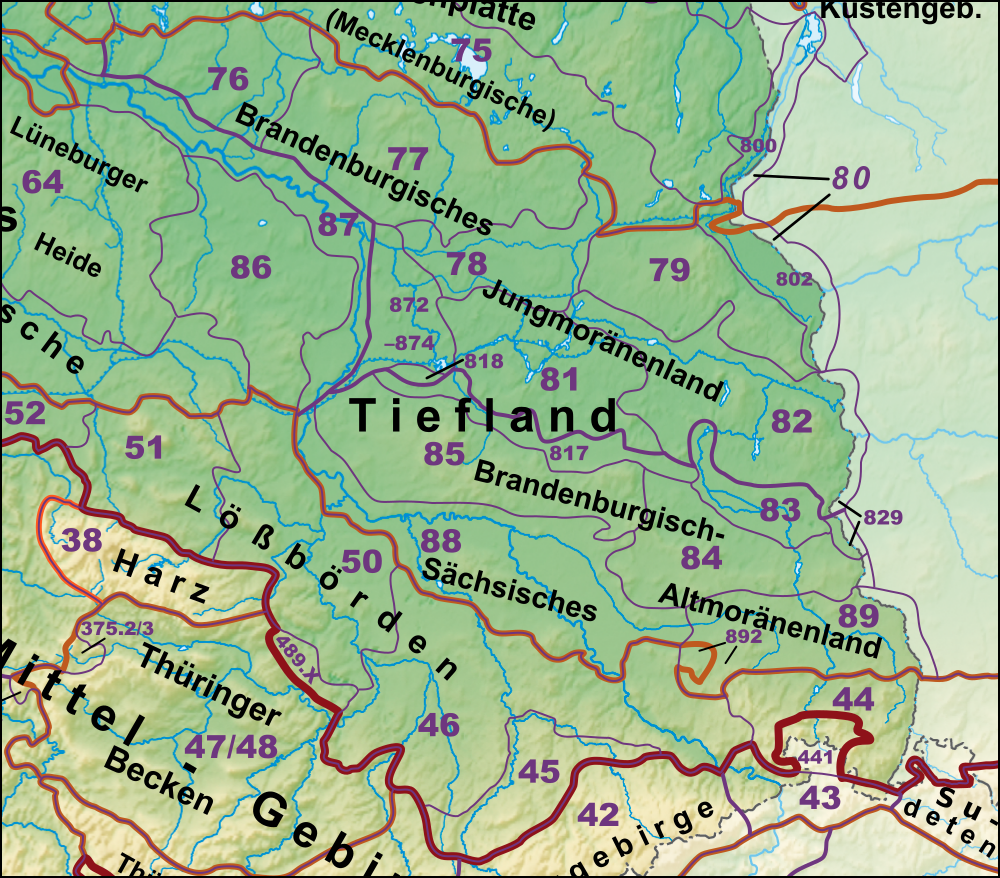

Der östliche Teil des zentralen Norddeutschen Tieflandes wird heute naturräumlich als Großregion 3. Ordnung Ostdeutsches Platten- und Heideland bezeichnet. Dieses unterteilt sich in die folgenden Unterräume:
- - Mecklenburg-Brandenburgisches Platten- und Hügelland (D05)
    - 76 Südwestliches Vorland der Mecklenburgischen Seenplatte
    - 77 Nordbrandenburgisches Platten- und Hügelland
    - 78 Luchland

  - 79 Ostbrandenburgische Platte (D06)
  - (zu 80 Odertal (D07))
    - Haupteinheiten 802 und 803

  - Brandenburgisches Heide- und Seengebiet (D12)
    - 81 Mittelbrandenburgische Platten und Niederungen
    - 82 Ostbrandenburgisches Heide- und Seengebiet

  - Lausitzer Becken und Spreewald (D08)
    - 83 Spreewald
    - 84 Lausitzer Becken- und Heideland

  - 85 Fläming (D11)
  - 86 Wendland und Altmark (D29)
  - 87 Elbtalniederung (D09)
  - 88 Elbe-Mulde-Tiefland (D10)
  - 89 Oberlausitzer Heideland (D13)

## Zum unterschiedlichen Sprachgebrauch
In Thüringen und anderen Regionen der ehemaligen DDR stößt es immer wieder auf Unverständnis, wenn die Bewohner von den Medien oder in politischen Diskursen als „Ostdeutsche“ bezeichnet werden, obwohl sie geographisch in der Mitte Deutschlands leben. Diesem Missverständnis liegt oft ein geografisch unscharfes Verständnis des Begriffs „Ostdeutschland“ zugrunde. So liegt beispielsweise Erfurt westlicher als Regensburg und München und auch Eisenach liegt westlich des geographischen Mittelpunktes Deutschlands und etwa 220 Kilometer weiter westlich als Passau. Die Bezeichnung als „Ostdeutsche“ wird von vielen Bewohnern dieser Regionen daher als unzutreffend empfunden.
Die Einordnung als „Ostdeutsche“ ist für viele Menschen in diesen Gebieten historisch und politisch belastet. Der Begriff „Ostdeutschland“ wird häufig mit der ehemaligen DDR und den spezifischen Erfahrungen der Menschen dort assoziiert. Diese Assoziation führt dazu, dass sich die Bewohner mehr mit ihren spezifischen Regionen und ihrer historischen und kulturellen Identität verbunden fühlen, als mit der Bezeichnung „Ostdeutschland“, die sie eher als Relikt der Nachkriegszeit und der deutschen Teilung sehen. Diese regionalen Identitäten werden in den letzten Jahrzehnten verstärkt durch wirtschaftliche und kulturelle Eigenständigkeit geprägt.
Der Sprachgebrauch des Begriffs „Ostdeutschland“ hat sich im Laufe der Jahre gewandelt. Während der Begriff unmittelbar nach der Wiedervereinigung Deutschlands noch stark politisch geprägt war und vor allem zur Unterscheidung der ehemaligen DDR-Gebiete von den alten Bundesländern diente, sehen viele Menschen in den betroffenen Regionen den Begriff heute als Zeichen eines andauernden, jedoch unvollständigen Prozesses des Zusammenwachsens beider deutscher Staaten.
Interessant ist auch, dass der Begriff „Mitteldeutschland“ heute unterschiedliche Bedeutungen trägt. Er wird in einigen Kontexten geographisch verwendet, um den mittleren Teil Deutschlands zu bezeichnen, der sowohl kulturell als auch wirtschaftlich eine historische Bedeutung hat, wie zum Beispiel das Mitteldeutsche Chemiedreieck, heute Teil der Metropolregion Mitteldeutschland. Im Zusammenhang mit der regionalen Identität und der sprachlichen Abgrenzung steht „Mitteldeutschland“ auch für den mitteldeutschen Dialektraum, der sich von den oberdeutschen und niederdeutschen Dialekten abhebt. Dieser Sprachgebrauch hat auch die Benennung des Mitteldeutschen Rundfunks beeinflusst.
Im internationalen Kontext wird der Begriff „Ostdeutschland“ unterschiedlich verwendet. Im englischen Sprachraum bezieht sich „Eastern Germany“ in der Regel auf die neuen Bundesländer, die nach der Wiedervereinigung Deutschlands entstanden sind. Im Gegensatz dazu bezeichnet „East Germany“ weiterhin explizit die ehemalige DDR. Diese Differenzierung ist in vielen englischsprachigen Texten, insbesondere in historischen und politischen Kontexten, deutlich zu beobachten.
Die ehemaligen deutschen Ostgebiete, die nach dem Zweiten Weltkrieg an Polen und die Sowjetunion fielen, werden im Englischen oft als „former eastern territories of Germany“ bezeichnet. Diese Bezeichnungen verdeutlichen die geopolitischen Veränderungen nach dem Krieg und die daraus resultierenden Veränderungen in der Wahrnehmung und Bezeichnung von Regionen.